# Lamacha
Lamacha is een geslacht van vlinders van de familie snuitmotten (Pyralidae), uit de onderfamilie Pyralinae.

## Soorten
- L. abscissalis Walker, 1863
- L. angulifera Hampson, 1903
- L. bilineolata Walker, 1863
- L. exsomnis Meyrick, 1934
- L. tortricalis Walker, 1865